# Col d'Ilhéou
Pour les articles homonymes, voir Ilhéou (homonymie).
Le col d'Ilhéou est un col de montagne pédestre des Pyrénées françaises à 2 256 mètres d'altitude, dans le Lavedan, dans le département des Hautes-Pyrénées en Occitanie.
Il relie la vallée d'Ilhéou et la vallée d'Estaing.

## Toponymie
Le nom Ilhéou laisse entendre le gascon ilhà « trouée » ou ilhà, anilhà, arrenilhà « faire l'irrintzina ». Le nom vient d'un toponyme qui s'applique en contrebas dans la vallée d'Ilhéou et le gave d'Ilhéou qui prend naissance au niveau du col.

## Géographie
Le col d'Ilhéou est situé entre le Soum de Grum (2 657 m) au nord et le Grand Barbat (2 813 m) au sud sur la crête de Mourtara.
Le sentier de grande randonnée GR 10 passe juste au pied du col en direction du lac Bleu d'Ilhéou.

## Voies d'accès
Le versant ouest est accessible depuis le lac d'Estaing par l'itinéraire du lac du Barbat.
Sur le versant est, depuis le lac Bleu d'Ilhéou, suivre l'itinéraire des cabanes d'Arras (2 185 m).